# Hymenocallis sonorensis
Hymenocallis sonorensis là một loài thực vật có hoa trong họ Amaryllidaceae. Loài này được Standl. mô tả khoa học đầu tiên năm 1937.